# WEP 4
Die Westeuropäischen Partner (WEP 4) ist eine 2023 entstandene lose Allianz der europäischen Staaten Österreich, Schweiz, Malta und Irland. Alle vier Staaten sind keine Mitglieder der NATO, sondern militärisch neutral. Ziel der Allianz ist eine verstärkte Zusammenarbeit mit der NATO.

## Hintergrund
Die Allianz entstand vor dem Hintergrund des Russischen Überfalls auf die Ukraine seit 2022. Im Dezember 2023 richteten die Regierungen Österreichs, der Schweiz, Maltas und Irlands ein gemeinsames Non-Paper an die NATO, das konkrete Vorschläge für eine verstärkte Zusammenarbeit enthielt. Dieses Schreiben wurde jedoch erst im Mai 2024 der Öffentlichkeit bekannt. Vorgeschlagen wurden unter anderem ein regelmäßiger Austausch mit der NATO und die Möglichkeit, an zusätzlichen NATO-Übungen teilzunehmen. Außerdem wurde ein verstärkter Austausch von Aufklärungsdaten angestrebt. Alle vier Staaten betonten jedoch, an ihrer Neutralität festhalten zu wollen. Zuvor hatten die vormals neutralen Staaten Finnland und Schweden ihre Neutralität aufgegeben und waren der NATO beigetreten.
Alle vier Staaten der Allianz gehören zu den Unterzeichnerstaaten der Partnerschaft für den Frieden, einer Verbindung zur militärischen Zusammenarbeit zwischen der NATO und Nicht-NATO-Mitgliedern. Bis auf die Schweiz sind die Staaten der Allianz auch Mitglied der Europäischen Union.

## Reaktionen

### Österreich
In Österreich wurde die Initiative von den oppositionellen Parteien SPÖ und FPÖ kritisiert. Der SPÖ-Vorsitzende Andreas Babler warnte vor einem „NATO-Beitritt über die Hintertüre“. Der Wehrsprecher der FPÖ, Volker Reifenberger, warf der Bundesregierung aus ÖVP und Grünen (Bundesregierung Nehammer) vor, die Abschaffung der österreichischen Neutralität anzustreben.

### Schweiz
In der Schweiz wurde die Allianz vor allem von der rechtskonservativen SVP kritisiert. Die SVP startete daraufhin eine Volksinitiative zur Wahrung der Neutralität der Schweiz.